# التزام (كتابة)
الالتزام صناعة أدبية تقضي بأن يلتزم الكاتب أو الناظم بأسلوب معين في الكتابة واختياره له على غيره من الأساليب في أي فن من الفنون.